# Heinrich Friedrich von Storch
Heinrich Friedrich von Storch, in Russland bekannt als Andrej Karlowitsch Schtorch (russisch Андрей Карлович Шторх, wiss. Transliteration Andrej Karlovič Štorch; * 18. Februarjul. / 1. März 1766greg. in Riga; † 1. Novemberjul. / 13. November 1835greg. in Sankt Petersburg) war ein deutsch-russischer Wirtschaftswissenschaftler; er entstammt dem im Landkreis Bad Doberan begüterten Adelsgeschlecht derer von Storch.

## Leben
Heinrich Friedrich von Storch wurde als Sohn des Karl Friedrich von Storch am 18. Februar 1766 in Riga geboren. Nach dem Besuch der dortigen Domschule (bis 1784) studierte er anschließend in Jena und Heidelberg. Während einer Reise durch Süddeutschland und Frankreich im Jahre 1786 verfasste er eine Aufsatzsammlung, die er 1787 auf eigene Kosten in Heidelberg veröffentlichen ließ (Skizzen, Scenen und Bemerkungen, auf einer Reise durch Frankreich gesammelt). Diese Publikation ließ ihn bekannt werden.
1789 erhielt er einen Ruf an die Militärakademie in St. Petersburg als Professor der schönen Künste. 1794 erschien sein erstes bedeutendes statistisches Werk (Gemälde von St. Petersburg) in zwei Bänden, herausgegebenen in Riga. Dieses Werk fand große Resonanz wurde bald in verschiedene europäische Sprachen übersetzt. 1804 erfolgte die Aufnahme in die St. Petersburger Akademie der Wissenschaften; 1808 Aufnahme in die Bayerische Akademie der Wissenschaften. 1816 wurde er assoziiertes Mitglied der Königlich Niederländischen Akademie der Wissenschaften.
Ab 1799 unterrichtete er die Töchter von Zar Paul: Alexandra Pawlowna Romanowa (1783–1801), die spätere Frau von Erzherzog Joseph von Österreich, und Helena Pawlowna Romanowa, die spätere Frau von Erbprinz Friedrich Ludwig zu Mecklenburg(-Schwerin). Er bereitete beide insbesondere auf die nationalen Verhältnisse von Mecklenburg und Ungarn vor, um die Prinzessinnen auf die bevorstehenden Hochzeiten vorzubereiten.
Die gleiche Aufgabe übernahm von Storch auch bei den Prinzessinnen Maria Romanow-Holstein-Gottorp (1786–1859), die spätere Frau von Großherzog Carl Friedrich von Sachsen-Weimar-Eisenach und Katharina Pawlowna von Holstein-Gottorf (1788–1819), der späteren Königin Katharina von Württemberg.
1801 erfolgte die Ernennung zum Vorleser bei der Zarin Maria Fjodorowna (1759–1828), einer geborenen Sophie Dorothee Auguste Luise von Württemberg. Später unterrichtete er auch die Großfürsten Nikolai Pawlowitsch (1796–1855), den späteren Zar Nikolaus I., und Michael Pawlowitsch Romanow (1798–1849).
Seine Lektionen dienten als Vorlage für von Storchs bedeutendste wissenschaftliche Arbeit, den „Cours d'économie politique ou exposition des principes qui déterminent la prospérité des nations“. 1819 erschien das Buch auf Deutsch mit Kommentaren durch Karl H. Rau. Es galt jahrelang als das bedeutendste Werk über Politische Ökonomie und hat auch eine besondere Bedeutung für die Geschichte der ökonomischen Literatur Russlands. Beachtung fand seine Einführung des vierstufigen Zivilisationsmodells von Adam Smith in Russland in modifizierter Form (Drei-Stufen-Theorie).
1830 erfolgte die Ernennung zum Vizepräsidenten und Ordinarius für politische Ökonomie und Statistik an der Akademie der Wissenschaften in St. Petersburg, dem ersten in der Geschichte der Akademie, und im selben Jahr auch zum Geheimrat.
Heinrich Friedrich von Storch starb am 1. November 1835 in St. Petersburg. Sein Grab befindet sich auf dem Deutschen Friedhof auf der Wassiljewski-Insel in St. Petersburg.

## Werk
Von Storch kannte die wirtschaftlichen Verhältnisse in Russland sehr gut. In seinen Werken veranschaulichte er seine Gedanken immer wieder mit praktischen Beispielen aus dem russischen Leben. Er erwies sich als scharfer Gegner der Leibeigenschaft, die er ganz wesentlich für die Rückständigkeit der russischen Wirtschaft verantwortlich machte. Auch kritisierte er die düsteren Zustände in der russischen Justiz, die Verschwendungssucht und die Verschuldung der Würdenträger. Deshalb fiel das Buch in Russland auch der Zensur zum Opfer.
Von Storch stützte sich bei seinen Arbeiten hauptsächlich auf die Werke von Adam Smith, wurde aber auch von Jean-Baptiste Say, Jean-Charles-Léonard Simonde de Sismondi, Anne Robert Jacques Turgot und Jeremy Bentham beeinflusst, deren Texte er teilweise wörtlich übernahm. Er entwickelte unter anderem die Theorie der „inneren Güter“. Darunter verstand er ideelle Besitztümer eines Menschen oder eines Volks, wie moralische Stärke, Intelligenz, Ästhetik, Kultur etc. Für von Storch besteht ein Zusammenhang zwischen ökonomischer und kultureller Entwicklung eines Landes. Entsprechend stellte er Überlegungen an, wie Russland seine kulturelle und wirtschaftliche Rückständigkeit gegenüber Westeuropa überwinden könnte und versuchte, eine Theorie der Zivilisation aus ökonomischer Sicht zu entwickeln.

## Ehe
- 1. Ehe mit Wilhelmine von Löwenstern aus Ludwigsburg, geschlossen am 28. Juni 1791.
- 2. Ehe mit Wilhelmine Fuhrlohn (geboren am 2. August 1778 in Sankt Petersburg, gestorben am 26. Mai 1863 ebendort), geschlossen am 28. August 1797 in Sankt Petersburg.

## Eltern
- Vater: Karl Friedrich von Storch, aus Königsberg, 53-jährig im Mai 1778 in Riga verstorben. Er war cand. theol., Regierungssekretär und Pensionshalter.
- Mutter: Sophia Margaretha Westphal aus Eutin, 72-jährig am 19. Dezember 1801 in Sankt Petersburg verstorben.
- Eheschließung in Riga am 3. Juni 1763.

## Kinder
- Maria Andrejewna Schtorch, 27. Oktober 1804 – 26. Juli 1863
- Peter Andrejewitsch Schtorch, 3. September 1802 – 28. Januar 1847
- Alexander Andrejewitsch Schtorch (ru: Александр Андреевич Шторх), 4. Dezember 1804 – 5. November (Oktober?) 1870, war in die Dekabristenrevolte von 1825 involviert.
- Platon Andrejewitsch Schtorch, 10. März 1809 in Pawlowsk geboren. Er war Wirklicher Staatsrat und mit einer Emilie Wendel verheiratet.
- Katharina Andrejewna Schtorch, 15. April 1810 – 31. März 1892 in Sankt Petersburg.
- Konstantin Andrejewitsch Schtorch, 13. Juli 1811 – 2. März 1870 in Pawlowsk, war Staatsrat.
- Nikolaj Andrejewitsch Schtorch (ru: Николай Андреевич Шторх), 3. Juli 1816 in Sankt Petersburg – 12. Dezember 1877 in Sankt Petersburg, war ein beamteter Staatssekretär und von 1863 bis 1877 Direktor des Kaiserlichen Findelhauses. Er trug den Titel eines Wirklichen Geheimrats.

## Schriften
- Gemählde von St. Petersburg. 2 Bde. Hartknoch, Riga 1794. (Bd. 1. Digitalisat und Volltext im Deutschen Textarchiv, Bd. 2. Digitalisat und Volltext im Deutschen Textarchiv)
- Cours d'économie politique ou exposition des principes qui déterminent la prospérité des nations. St. Petersburg 1815.
- Statistische Übersicht der Statthalterschaften des russischen Reichs nach ihren merkwürdigsten Kulturverhältnissen. Riga 1795.
- Historisch-statistische Gemälde des russischen Reichs. Riga, 1797–1803.
- Rußland unter Alexander I. St. Petersburg 1803–1811.
- Le revenu national considéré sous un nouveau point de vue. herausgegeben von der Akademie mit weiteren Artikeln 1819.
- Considérations sur la nature du revenu national. Paris 1824, auf Deutsch in Halle 1825.
- Zur Kritik des Begriffes vom Nationalreichtum. Sankt Petersburg 1827.